# Paul G. Cassell
Paul George Cassell (Orange, 1959) é um ex-juiz distrital estadunidense do Tribunal Distrital dos Estados Unidos do Distrito de Utah, que atualmente é o professor presidencial de direito penal Ronald N. Boyce e professor de direito da Universidade Faculdade de Direito S. J. Quinney na Universidade de Utah. Ele é mais conhecido como especialista e defensor dos direitos das vítimas.

## Biografia
Nascido em Orange, Califórnia, em 1959, Cassell recebeu um Bacharel em Artes pela Universidade Stanford em 1979. Mais tarde, ele recebeu um Juris Doctor da Stanford Law School em 1984 e atuou como Presidente da Stanford Law Review. Ele também foi advogado de Antonin Scalia, então juiz do Circuito de Cortes de Apelações dos Estados Unidos do Distrito de Columbia, de 1984 a 1985. Foi secretário de Justiça do juiz Warren E. Burger, de 1985 a 1986. Foi então vice-procurador-geral adjunto no Departamento de Justiça dos Estados Unidos de 1986 a 1988 e procurador-adjunto dos Estados Unidos no Distrito Leste da Virgínia de 1988 a 1991. Foi professor de direito na Faculade de Direito S. J. Quinney da Universidade de Utah, de 1992 a 2002 e desde 2007.

## Serviço do tribunal distrital
Em 4 de setembro de 2001, Cassell foi indicado pelo presidente George W. Bush a um assento do Tribunal Distrital dos Estados Unidos do Distrito de Utah, desocupado por David Sam. Cassell foi confirmado pelo Senado dos Estados Unidos em 13 de maio de 2002, e recebeu sua comissão em 15 de maio de 2002. Enquanto atuava como juiz, Cassell escreveu várias opiniões que receberam ampla atenção, incluindo a primeira opinião detalhada do tribunal distrital a declarar inconstitucionais as diretrizes federais de sentença e uma longa opinião que decretava uma sentença mínima obrigatória de 55 anos que ele foi obrigado a impor por uma pena de prisão. traficante de drogas de baixo nível, Weldon Angelos. Cassell mais tarde escreveu uma carta ao presidente Obama solicitando uma comutação de sentença e, posteriormente, os promotores concordaram em libertar Angelos. Em 2005, o Chefe de Justiça Rehnquist nomeou Cassell para atuar como Presidente do Comitê de Direito Penal da Conferência Judicial federal. Em 5 de novembro de 2007, Cassell renunciou à sua posição judicial para retornar ao ensino na Faculade de Direito S. J. Quinney.

## Defesa dos direitos das vítimas de crimes
Cassell foi um porta-voz líder na proteção dos direitos das vítimas de crimes durante o processo de justiça criminal. Cassell estava envolvido no apoio à Emenda dos Direitos das Vítimas de Crime de Utah, aprovada em 1994. Em 1996, Cassell representou vítimas e membros da família sobrevivente do atentado de Oklahoma City nos esforços para obter acesso a processos judiciais. Em 2008, Cassell apelou sem sucesso ao Décimo Circuito de Cortes de Apelações dos Estados Unidos, buscando os direitos das vítimas de crime para Sue e Ken Antrobus, cuja filha foi assassinada em um massacre no shopping Trolley Square, em Salt Lake City. O Décimo Circuito disse que a questão era "difícil", com um juiz discordando. Também em 2008, Cassell obteve uma decisão do Quinto Circuito de Cortes de Apelações dos Estados Unidos de que os direitos das vítimas da explosão da refinaria de petróleo da BP em 2005 em Texas City, Texas, foram violados quando os promotores negociaram uma barganha. Em 2012, Cassell apelou com sucesso ao Quinto Circuito de Cortes de Apelações dos Estados Unidos, obtendo uma decisão que levou a uma decisão do tribunal distrital que afetou os membros da comunidade por descargas de poluição pelo CITGO eram “vítimas” sob a Lei dos Direitos das Vítimas de Crime. Em 2014, Cassell discutiu em nome de uma vítima de pornografia infantil ("Amy") perante a Suprema Corte dos Estados Unidos, argumentando que ela deveria receber extensa restituição. Em 2018, Cassell apresentou uma petição em nome de quatro “Jane Does”, pedindo à Suprema Corte de Utah que nomeie promotores especiais para perseguir quatro casos de estupro. Cassell testemunhou perante comitês do Congresso várias vezes, apoiando uma emenda à Constituição dos Estados Unidos que protege os direitos das vítimas de crimes. Recentemente, Cassell defendeu em nome da Lei de Marsy em vários estados. Cassell também é co-autor de um livro de casos da faculdade de direito sobre os direitos das vítimas de crime, Victims In Criminal Procedure.
Cassell é um defensor da pena de morte e litigou pela família de uma vítima em um caso de pena de morte.

## Jane Doe #1 e Jane Doe #2 v. Estados Unidos
Cassell faz parte da equipe jurídica em um processo em andamento contra os Estados Unidos por várias supostas vítimas de agressor sexual registrado Jeffrey Epstein, em violação de seus direitos sob a Lei de Direitos das Vítimas de Crimes.
Em 30 de dezembro de 2014, arquivando uma ação civil federal na Flórida contra os Estados Unidos por violações da Lei dos Direitos das Vítimas de Crimes, alegou que os Estados Unidos, ao fazer uma barganha em Epstein em 2008, violaram os direitos de suas vítimas sob as Vítimas de Crimes Lei dos Direitos. A ação acusou Alan Dershowitz, advogado que representou Epstein em seu acordo de 2008, de abusar sexualmente de um menor fornecido por Epstein. O príncipe André do Reino Unido também é acusado de ter feito sexo com meninas menores de idade fornecidas por Epstein. Ambos negaram as acusações. Dershowitz ameaçou um processo de afastamento contra Cassell e outro advogado da equipe jurídica da suposta vítima, contestando seu pedido em nome da vítima. Cassell respondeu: "Investigamos cuidadosamente todas as alegações em nossas alegações antes de apresentá-las. Também tentamos depor o Sr. Dershowitz sobre esses assuntos, embora ele tenha evitado esses pedidos de deposição". Cassell e outro advogado entraram com um processo por difamação, e o caso acabou por ser resolvido em termos confidenciais. O processo Jane Doe n.º 1 e Jane Doe n.º 2 sobre os direitos das vítimas de crimes permanece pendente na Flórida.

## Opiniões sobre a aplicação da lei
Cassell argumentou que as regras de exclusão do estado, incluindo a regra implícita na Constituição de Utah, prejudicam injustamente as vítimas de crimes. Em 2017, o juiz Lee da Suprema Corte de Utah concordou com essa visão, citando Cassell, enquanto os demais juízes não chegaram à questão.
Cassell recentemente defendeu técnicas proativas de investigação policial, argumentando que o aumento de homicídios em Chicago em 2016 prejudicou muitas vítimas e foi atribuível a um "efeito ACLU" que restringe a detenção e interrupção pelos policiais de Chicago. Embora o argumento tenha sido contestado, o procurador-geral Jeff Sessions o citou como uma análise bem fundamentada.
Cassell também questionou a frequência com que pessoas inocentes foram injustamente condenadas por crimes que não cometeram, pedindo um exame minucioso dos casos que envolvem réus especialmente vulneráveis, em vez de uma abordagem geral do problema.
Cassell também atuou como advogado de defesa em vários casos em que policiais foram acusados de crimes.

## Desafios à decisão de Miranda
Cassell tem sido um dos principais críticos da decisão da Suprema Corte dos EUA em Miranda v. Arizona. Em 2002, a Suprema Corte convidou Cassell a argumentar em defesa de uma decisão do Quatro Circuito de Cortes de Apelações dos Estados Unidos, que sustentava que um estatuto federal havia substituído os requisitos da decisão. A maioria da Corte finalmente rejeitou o argumento de Cassell, com os juízes Scalia e Thomas discordando em endossar a posição. Cassell publicou uma análise empírica detalhada sobre os efeitos nocivos da decisão Miranda, incluindo um longo artigo de revisão da lei em co-autoria de 2017, contendo análise de regressão que vincula taxas decrescentes de liberação de crimes após a decisão de Miranda às restrições impostas à polícia.

## Livros
- Debatendo a Pena de Morte
- Vítimas em Processo Penal (4.ª edição)

## Artigos
- In Defense of Victim Impact Statements, Ohio State Journal of Criminal Law, Vol. 6, No. 611, 2009.
- Barbarians at the Gates? A Reply to the Critics of the Victims' Rights Amendment, Utah Law Review, 1999.
- The Victims' Rights Amendment: A Sympathetic, Clause-by-Clause Analysis
- Freeing the Guilty Without Protecting the Innocent: Some Skeptical Observations on Proposed New “Innocence” Procedures by Paul G. Cassell, Dec. 2011, Ronald N. Boyce Presidential Professor of Criminal Law, S.J. Quinney College of Law at the University of Utah.
- The Guilty and the 'Innocent': An Examination of Alleged Cases of Wrongful Conviction from False Confessions. Harvard Journal of Law and Public Policy, Vol. 22, Spring 1999.
- What Caused the 2016 Chicago Homicide Spike? An Empirical Examination of the "ACLU Effect" and the Role of Stop and Frisks in Preventing Gun Violence. 2018 University of Illinois Law Review, forthcoming.
- Still Handcuffing the Cops? A Review of Fifty Years of Empirical Evidence of Miranda's Harmful Effects on Law Enforcement. 97 Bost. U.L. Rev. 685 (2017).
- Miranda’s Social Costs: An Empirical Reassessment. Northwestern University Law Review, Vol. 90, No. 2, 1996.